# Agència de Sabar Kantha
L'agència de Sabar Kantha fou una entitat política de l'Índia sota administració britànica.
Es va formar el 1933, per la unió de l'agència de Mahi Kantha i l'agència de Banas Kantha (que fins al 1925 es va dir agència de Palanpur; no obstant l'estat de Palanpur fou transferit al mateix temps a la Rajputana i no va formar part de la nova agència). L'agència estava subordinada a l'Agència dels Estats Occidentals o Agència dels Estats de l'Índia Occidental (Western India States Agency, WISA). L'11 de novembre de 1944 la WISA es va fusionar amb la residència de Baroda i a l'agència dels Estats del Gujarat per formar l'agència de Baroda, Estats Occidentals i Gujarat (1944-1947) que amb la independència es va integrar a la província i després estat de Bombai, i amb la partició d'aquest el 1960, va formar part del Gujarat com a Districte de Sabar Kantha